# Nicolau de Ragualdo
Nicolau de Ragualdo, cujo nome de nascimento era Nils Ragvaldsson, embora sendo mais conhecido pelo nome latinizado como Nicolaus Ragvaldi (nascido na década de 1380 em Fjällskäfte, na província histórica da Södermanland — 17 de fevereiro de 1448) foi um eclesiástico sueco que ascendeu a bispo de Växjö em 1426, e culminou a sua carreira como arcebispo de Uppsala (1438-1448). É o predecessor do movimento cultural patriótico conhecido como Goticismo.

## Biografia
Ele pertencia a uma família que tinha um lírio inteiro em seu brasão. É mencionado em 1409 como cônego em Strängnäs e em 1420 como deão, foi nomeado pelo capítulo da catedral de Uppsala em 1421 por recomendação do arcebispo (ele também era cônego na diocese de Linköping).
Enquanto bispo de Växjö, Nicolau Ragualdo é conhecido pelo seu discurso no Concílio de Basileia em 1434, em representação do rei sueco Érico da Pomerânia. Durante a escolha dos lugares na sala da reunião, tendo em conta a posição das diferentes casas reais, Ragualdo surpreendeu os presentes afirmando representar um povo, cujo monarca descendia dos antigos reis dos Godos, um povo que tinha ainda o mérito de ter participado na Guerra de Troia, vencido os reis persas Ciro e Dario, conquistado a cidade de Roma através do seu antepassado Alarico, e avançando ainda com a afirmação de que a Suécia era o berço dos Godos, dos Vândalos e dos Saxões.
O bispo participou ativamente dos procedimentos do concílio, foi nomeado para diversos comitês e foi usado diversas vezes pelo concílio em missões diplomáticas. Em fevereiro de 1435, foi chefe de uma embaixada junto ao Duque de Saboia e, de junho a outubro daquele ano, foi membro da embaixada do concílio, mediadora de paz, no Congresso de Arras, contribuindo assim para a reconciliação entre o Rei da França e o Duque da Borgonha. Nicolau viajou de Basileia para casa no verão de 1436, entre outras coisas. Foi-lhe confiada a tarefa de organizar a venda de indulgências em sua terra natal para custear a tentativa em andamento de reunificar a Igreja Greco-Católica com a Igreja Romana. De Basileia, para onde provavelmente não retornou, trouxe consigo o mandato do concílio para confirmar, em seu nome, o acordo concluído em Kalmar entre o Rei Erico e os suecos, o que também fez em setembro ou outubro de 1438.
Foi nomeado Arcebispo de Uppsala por postulação em 1438 e recebeu, em outubro de 1438, a confirmação de sua nova dignidade pelo Concílio de Basileia. Nos anos seguintes, Nicolau assumiu uma posição de mediador entre Carlos Knutsson e seus oponentes entre a alta nobreza. Ele já havia proposto, em uma reunião do conselho em Tälje, no outono de 1439, a eleição do Duque Cristóvão da Baviera como rei da Suécia e, mais tarde, foi um de seus apoiadores mais leais durante o reinado de Cristóvão (1440-1448). Com a aprovação do conselho e do rei, construiu um castelo em Almare Stäke, e resumiu todos os estatutos válidos para a arquidiocese de Uppsala em um compêndio.